# Krajská nemocnice T. Bati

## Úvod

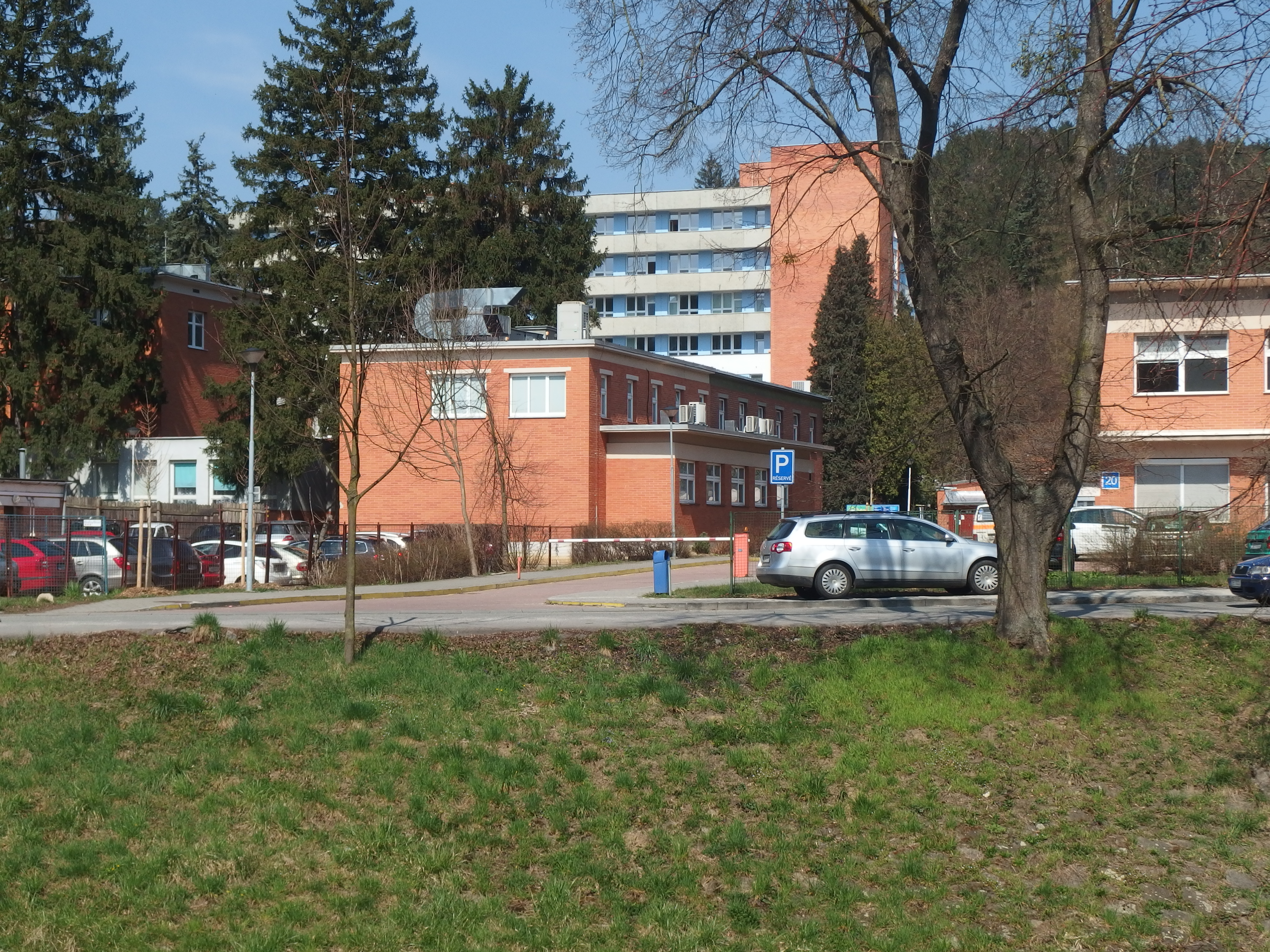
Krajská nemocnice T. Bati

Krajská nemocnice Tomáše Bati, známá pod zkratkou KNTB, se nachází na Havlíčkově nábřeží ve Zlíně. Na všech svých pracovištích zaměstnává přibližně 3000 lidí, z toho přes 500 lékařů. Ročně hospitalizuje okolo 40 tisíc pacientů, k dispozici má téměř tisícovku lůžek, zhruba 800 pro akutní péči a 200 pro následnou péči. Od ledna roku 2006 se nemocnice stala akciovou společností, jejímž jediným akcionářem je Zlínský kraj. Ředitelem a zároveň předsedou představenstva je v současnosti Ing. Jan Hrdý.

## Historie
Od roku 1900 působili ve Zlíně dva lékaři. Byl to dr. Leopold Král a dr. Rudolf Gerbec, kterého si Baťovi vybrali jako svého osobního lékaře. V roce 1927 však prudce rostoucí firma Baťa měla už 10 000 zaměstnanců. Tomáš Baťa se proto rozhodl vybudovat nemocnici, na jejíž založení věnoval 1 milion korun. Prvním primářem nemocnice se stal Bohuslav Albert, který se spolu se stavebním oddělením Baťových závodů a architektem Františkem Lydia Gahurou podílel na návrhu nemocnice. Pokud jde o zásady práce nemocničního ústavu, vedení nemocnice se inspirovalo americkou Mayo Clinic.
Na podzim roku 1927 byla otevřena hlavní budova a dva pavilóny, první pacient byl přijat 21. listopadu téhož roku. Do roku 1935 vzniklo 14 pavilonů, v roce 1938 byly postaveny Domovy pro přestárlé (dnešní LDN), v roce 1940 byla vybudována nová porodnice.

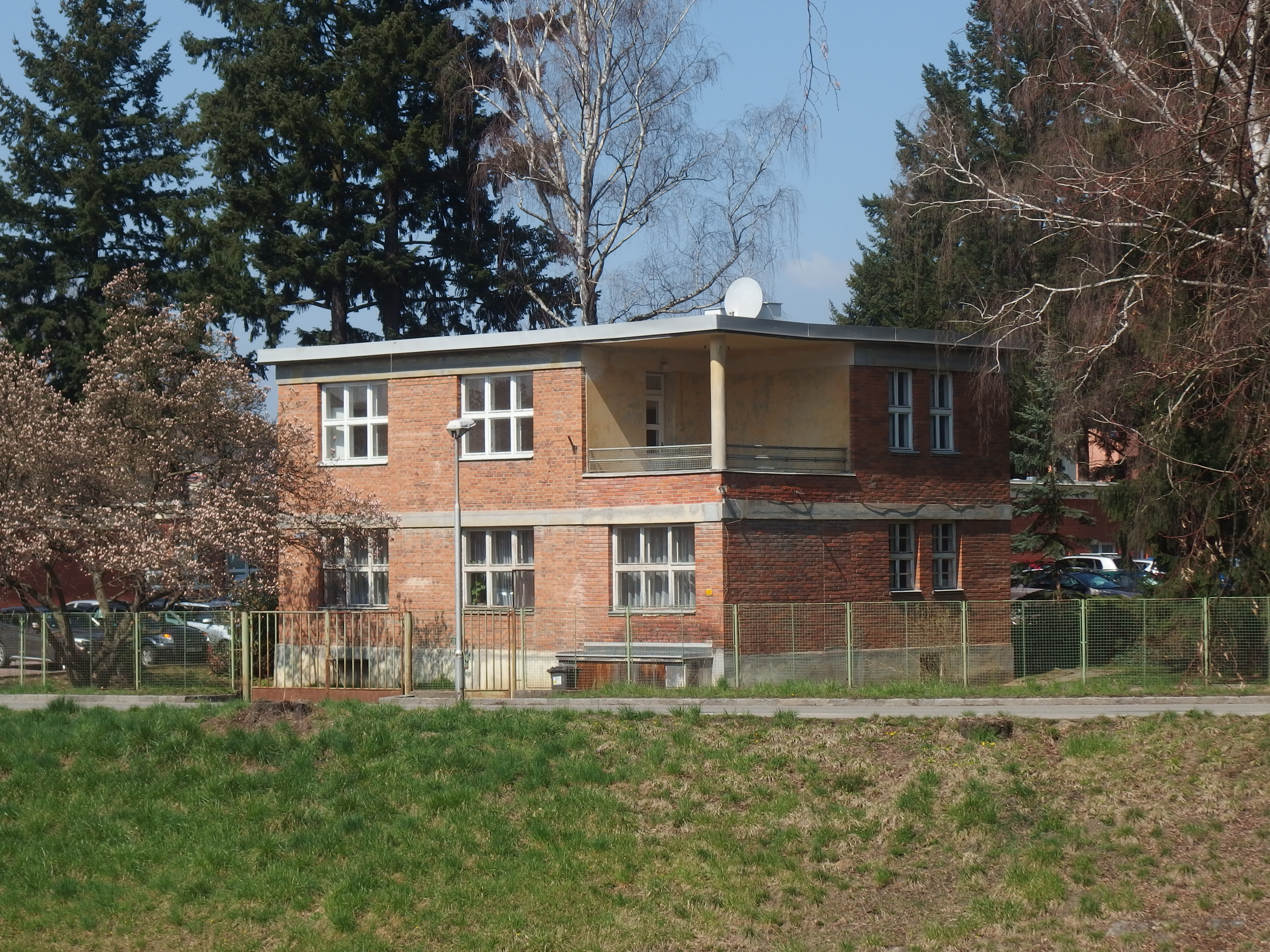
Vila Bohuslava Alberta

Pod vedením dr. Alberta (v letech 1927–1942) se nemocnice stala jednou z nejlepších ve střední Evropě. Všichni lékaři i primáři byli pravidelně hodnoceni, a to pokud jde o jejich vztah k práci, chování, povahu, vůdčí schopnosti a vztah k závodu. Dílčí položky vedly k celkovému posudku, který měl tři stupně: na vzestupu, setrvale spolehlivý a na sestupu. Heslem primáře Alberta bylo: „Cílem veškerého dění ve zdravotnictví musí býti pacient.“
Po druhé světové válce byla nemocnice přejmenována - stala se Zemskou nemocnicí. Do roku 1960 byla nemocnicí krajskou, poté jen nemocnicí okresní.
Od 1. ledna 2006 funguje jako akciová společnost Krajská nemocnice T. Bati.

## Nová nemocnice ve Zlíně-Malenovicích
Nemocnice na Havlíčkově nábřeží byla postavena před více než 90 lety, a tak již přestala vyhovovat moderním nemocničním standardům. V současnosti je velkým tématem, zda tuto situaci řešit modernizací stávající nemocnice, nebo postavením nové nemocnice.
V prosinci 2019 proto zastupitelé Zlínského kraje schválili výstavbu nové a moderní nemocnice v Malenovicích.
Koalice, která vznikla po krajských volbách v říjnu 2020, ovšem není nakloněna zrušení stávající nemocnice. 